# 鮑義忠
鮑 義忠（ほう ぎちゅう、1981年（昭和56年）-）は、日本の風水師・道士・経営者。
日本名　須本 高欣（すもと たかよし）

## 来歴
1981年に台北市で日本人の父と台湾人の母の間に生まれる。日本における正統派風水師の先駆け、鮑黎明を父に持つ。
幼少期より武道を学ぶことに憧れるが、父の反対を受けて15歳で家を飛び出し、22歳で起業し父と再会を果たす。
その後、キックボクシングを学びプロのライセンスを取得し26歳でプロデビューを果たすが、父の病を機に家業の風水師の道を歩むことになる。
2010年に父が他界し、その後、本格的に台湾の道教寺院に修行に入る。

## 著書
道教・神仏・風水に関する専門書を多数執筆している。